# Sistema vestibular

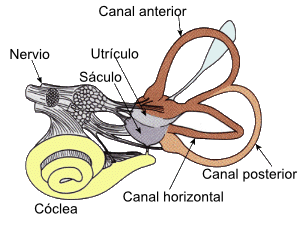
Sistema vestibular

El sistema vestibular (también, aparato vestibular) está relacionado con el equilibrio y el control espacial. Se encuentra ubicado en el oído interno del ser humano.
Está formado por dos ensanchamientos: el utrículo y el sáculo. Ambos informan de la posición de la cabeza en relación con el suelo. Poseen un epitelio sensorial que los recubre llamado mácula, el cual está compuesta por células ciliadas y de sostén asociadas.
La mácula está cubierta por la membrana otolítica, que se encuentra recubierta de cristales de carbonato de calcio llamados otoconias. Por su considerable peso adicional a causa de los cristales contenidos en ella, la membrana otolítica se desplaza en relación con la inclinación de la cabeza. El desplazamiento de la membrana otolítica induce el desplazamiento de los penachos ciliares de las células ciliadas y el envío de la señal nerviosa al cerebro para permitirnos percibir la gravedad. El movimiento lineal causa el retraso transitorio de la membrana otolítica y el desplazamiento transitorio de los penachos ciliares, lo que se percibe como aceleración lineal.
Este sistema es el responsable de detectar desplazamientos, giros o aceleraciones para ayudar a mantener el equilibrio.